# 熊川ヒロタカ
熊川 ヒロタカ（くまがわ ヒロタカ、1983年4月18日 - ）は、日本の演奏者、サウンドクリエイター、音楽講師、作曲家、編曲家、トラックメイカー、音楽プロデューサー。福岡県北九州市出身。アイオーミュージック株式会社COO。

## 人物
幼少の頃はゲームが大好きでドラクエやFF等のRPGにどっぷりハマる毎日。スポーツとはほぼ無縁な少年時代を過ごす。
特技が何もないコンプレックスと「音楽なら自分にもできるはず!」という謎の自信から、13歳のときにギターを始めほぼ同時期に兄の友人の影響で作曲を始める。18歳から数年間ヴィジュアル系バンドに在籍し、全国のライブハウスで活動。その後25歳でバンドを引退。
サウンドクリエイターの道を志し、後のアイオーミュージック株式会社・代表取締役石田ごうきに師事。27歳で地元九州にて音楽専業として独立。28歳の秋に上京、アイオーミュージックの一員となる。

## 著書
- 「DTMerのためのド派手なバンドアレンジがガンガン身に付く本」（リットーミュージック）
- 「使える! コード理論 丸暗記不要のクリエイター向けレッスン」（リットーミュージック）